# Legio II (Pompeius)
Die Legio II war eine Legion der römischen Armee, die von Gnaeus Pompeius Magnus während seines zweiten Konsulats im Jahr 55 v. Chr. in Italien aufgestellt wurde.
Vermutlich wurde die Legion um 52 v. Chr. nach Nordspanien verlegt und unterstand Pompeius’ Legaten Marcus Terentius Varro. Zu Beginn des Bürgerkrieges wurde sie im Jahr 49 v. Chr. in der Schlacht bei Ilerda geschlagen und in das Heer Gaius Iulius Caesars eingegliedert.
Die spanischen Legionen, außer der neuaufgestellten Legio V, sollten unter dem Proprätor (Statthalter) Quintus Cassius Longinus im Jahr 48 v. Chr. nach Mauretania verlegt werden, um gegen den aufständischen Numiderkönig Juba I. zu kämpfen. Als die Legio II meuterte, kamen die Legionen XXX, XXI und V ihrem Statthalter in Cordoba zu Hilfe. Nachdem die Anstifter bestraft waren, wurde die Legio II nach Gibraltar verlegt, doch die Unruhen flammten erneut auf. Am Guadalquivir kam es zur Schlacht. Cassius zog sich mit seinen Legionen nach Ulia (bei Cordoba) zurück, wo er sich schließlich ehrenvoll ergeben musste.
Die Legion wurde vermutlich nach der Schlacht von Munda im Frühjahr 45 v. Chr. aus Spanien abgezogen und in Macedonia stationiert, um an Caesars geplantem Feldzug gegen die Parther, zu dem insgesamt 16 Legionen aufgeboten wurden, teilzunehmen. Im Jahr 44 v. Chr. wurde die Legio II mit drei weiteren Legionen nach Italien verlegt und Marcus Antonius unterstellt. Die Legio II wurde in der Schlacht von Forum Gallorum am 14. oder 15. April 43 v. Chr. vernichtet.
Der einzige namentlich bekannte Angehörige der Legion war der Centurio Numerius Granonius.